# Ligue des champions de la CAF 2008
Navigation
Édition précédente Édition suivante
La Ligue des champions de la CAF 2008 est la 43e édition de la plus importante compétition africaine de clubs mettant aux prises les meilleures clubs de football du continent africain. Il s'agit également de la 12e édition sous la dénomination Ligue des champions. 
La compétition est remportée par le club égyptien d'Al Ahly SC, qui gagne ici la sixième Ligue des Champions de son histoire, face au club camerounais du Cotonsport Garoua. Cette finale fait beaucoup parler dans les instances de la confédération africaine de football, puisque les dirigeants du Coton Sport de Garoua déposent une plainte envers la FIFA contre l'arbitre de cette finale. Les camerounais accusent en effet l'arbitre d'avoir "donné" la victoire à Al Ahly, en réalisant un arbitrage à "sens unique".

## Calendrier
| Nom                                             | Match aller                       | Match retour                     | Participants |
| ----------------------------------------------- | --------------------------------- | -------------------------------- | ------------ |
| Phase qualificative                             |                                   |                                  |              |
| Tour préliminaire                               | 15-17 février                     | 1er-2 mars                       | 26 → 13      |
| Premier tour                                    | 21-23 mars                        | 4-6 avril                        | 13+19 → 16   |
| Deuxième tour                                   | 26-27 avril                       | 9-11 mai                         | 16 → 8       |
| Phase de groupes                                |                                   |                                  |              |
| Journées 1 et 5 Journées 2 et 6 Journées 3 et 4 | 18-20 juillet 2-3 août 15-17 août | 13-15 sep. 19-21 sep. 30-31 août | 8 → 4        |
| Phase finale                                    |                                   |                                  |              |
| Demi-finales                                    | 5 octobre                         | 18 octobre                       | 4 → 2        |
| Finale                                          | 2 novembre                        | 16 novembre                      | 2 → 1        |

## Phase qualificative

### Tour préliminaire
Le 10 février 2008, la CAF a annoncé que les clubs de Centrafrique, Tchad, Kenya et Liberia ont été exclues de la compétition car ils n'ont pas remplis leurs obligations financières.
| Équipe 1                    | Résultat | Équipe 2                      | Aller | Retour | Tab   |
| --------------------------- | -------- | ----------------------------- | ----- | ------ | ----- |
| ASC SNIM                    | 1 - 7    | ES Sétif                      | 1 - 5 | 0 - 2  | -     |
| SC Bissau                   | 0 - 4    | OC Khouribga                  | 0 - 2 | 0 - 2  | -     |
| Invincible Eleven           | -        | AS Kaloum Star                | -     | -      | -     |
| Renacimiento FC             | 2 - 4    | Inter Luanda                  | 1 - 2 | 1 - 2  | -     |
| AS FAR                      | 3 - 3    | SC Praia                      | 3 - 0 | 0 - 3  | 4 - 5 |
| Tonnerre d'Abomey FC        | 0 - 3    | Africa Sports                 | 0 - 0 | 0 - 3  | -     |
| APR FC                      | 1 - 4    | Zamalek SC                    | 1 - 2 | 0 - 2  | -     |
| AS Douanes                  | 3 - 2    | Commune FC                    | 0 - 0 | 3 - 2  | -     |
| CD Costa do Sol             | 2 - 1    | Ajesaia                       | 2 - 0 | 0 - 1  | -     |
| Royal Leopards FC           | 0 - 3    | Dynamos FC                    | 0 - 1 | 0 - 2  | -     |
| Sahel SC                    | 2 - 6    | Ashanti Gold SC               | 1 - 0 | 1 - 6  | -     |
| DC Motema Pembe             | 2 - 2    | Gombe United FC               | 2 - 0 | 0 - 2  | 1 - 4 |
| Vital'O FC                  | 0 - 2    | Coton Sport FC                | 0 - 1 | 0 - 1  | -     |
| FC 105 Libreville           | 4 - 3    | Hearts of Oak SC              | 3 - 0 | 1 - 3  | -     |
| Renaissance FC              | -        | TP Mazembe                    | -     | -      | -     |
| Stade malien                | 1 - 2    | Primeiro de Agosto            | 1 - 2 | 0 - 0  | -     |
| ASC Saloum                  | 1 - 3    | Club africain                 | 1 - 2 | 0 - 1  | -     |
| ASKO Kara                   | 4 - 1    | Union Douala                  | 3 - 1 | 1 - 0  | -     |
| Simba SC                    | 4 - 1    | Awassa City FC                | 3 - 0 | 1 - 1  | -     |
| Enyimba FC                  | 7 - 2    | Diables noirs                 | 4 - 0 | 3 - 2  | -     |
| Tusker FC                   | -        | Al Tahrir                     | -     | -      | -     |
| US Stade Tamponnaise        | 4 - 1    | Saint-Michel United           | 3 - 1 | 1 - 0  | -     |
| Platinum Stars FC           | 4 - 1    | Lesotho Correctional Services | 4 - 0 | 0 - 1  | -     |
| Curepipe Starlight SC       | 2 - 1    | Coin Nord de Mitsamiouli      | 2 - 0 | 0 - 1  | -     |
| Miembeni SC                 | 0 - 5    | Mamelodi Sundowns FC          | 0 - 1 | 0 - 4  | -     |
| Uganda Revenue Authority SC | 0 - 2    | ZESCO United FC               | 0 - 2 | 0 - 0  | -     |

### Premier tour
| Équipe 1             | Résultat | Équipe 2              | Aller | Retour | Tab   |
| -------------------- | -------- | --------------------- | ----- | ------ | ----- |
| OC Khouribga         | 2 - 2    | ES Sétif              | 2 - 0 | 0 - 2  | 3 - 0 |
| ASEC Mimosas         | 2 - 1    | AS Kaloum Star        | 1 - 1 | 1 - 0  | -     |
| SC Praia             | 2 - 2E   | Inter Luanda          | 2 - 1 | 0 - 1  | -     |
| Zamalek SC           | 2 - 2    | Africa Sports         | 2 - 0 | 0 - 2  | 5 - 4 |
| ES Sahel             | 5 - 3    | AS Douanes            | 5 - 0 | 0 - 3  | -     |
| Dynamos FC           | 4 - 2    | CD Costa do Sol       | 3 - 0 | 1 - 2  | -     |
| JS Kabylie           | 3 - 0    | Ashanti Gold SC       | 3 - 0 | 0 - 0  | -     |
| Coton Sport FC       | 6 - 2    | Gombe United FC       | 5 - 0 | 1 - 2  | -     |
| TP Mazembe           | 2 - 1    | FC 105 Libreville     | 1 - 1 | 1 - 0  | -     |
| Al Ittihad           | 2 - 2E   | Primeiro de Agosto    | 1 - 0 | 1 - 2  | -     |
| ASKO Kara            | 2 - 4    | Club africain         | 2 - 0 | 0 - 4  | -     |
| Enyimba FC           | 7 - 1    | Simba SC              | 4 - 0 | 3 - 1  | -     |
| Al Ahly SC           | -        | Al Tahrir forfait     | -     | -      | -     |
| Platinum Stars FC    | 3 - 1    | US Stade Tamponnaise  | 2 - 0 | 1 - 1  | -     |
| Mamelodi Sundowns FC | 4 - 0    | Curepipe Starlight SC | 3 - 0 | 1 - 0  | -     |
| Al Hilal             | 3 - 1    | ZESCO United FC       | 2 - 0 | 1 - 1  | -     |

### Deuxième tour
| Équipe 1          | Résultat | Équipe 2             | Aller | Retour |
| ----------------- | -------- | -------------------- | ----- | ------ |
| ASEC Mimosas      | 1 - 1E   | OC Khouribga         | 0 - 0 | 1 - 1  |
| Zamalek SC        | 4 - 2    | Inter Luanda         | 3 - 0 | 1 - 2  |
| Dynamos FC        | 2 - 0    | ES Sahel             | 1 - 0 | 1 - 0  |
| Coton Sport FC    | 4 - 2    | JS Kabylie           | 3 - 0 | 1 - 2  |
| Al Ittihad        | 2 - 3    | TP Mazembe           | 2 - 1 | 0 - 2  |
| Enyimba FC        | 6 - 3    | Club africain        | 5 - 1 | 1 - 2  |
| Platinum Stars FC | 2 - 3    | Al Ahly SC           | 2 - 1 | 0 - 2  |
| Al Hilal          | 4 - 3    | Mamelodi Sundowns FC | 4 - 2 | 0 - 1  |

## Phase de groupes
Le tirage au sort a eu lieu le 17 mai à Yaoundé au Cameroun.

### Groupe A
| Rang | Équipe       | Pts | J | G | N | P | Bp | Bc | Diff |  | Résultats (▼ dom., ► ext.) |     |     |     |     |
| ---- | ------------ | --- | - | - | - | - | -- | -- | ---- |  | -------------------------- | --- | --- | --- | --- |
| 1    | Al Ahly SC   | 12  | 6 | 3 | 3 | 0 | 9  | 6  | +3   |  | Al Ahly SC                 |     | 2-1 | 2-2 | 2-1 |
| 2    | Dynamos FC   | 9   | 6 | 3 | 0 | 3 | 6  | 6  | 0    |  | Dynamos FC                 | 0-1 |     | 2-1 | 1-0 |
| 3    | ASEC Mimosas | 6   | 6 | 1 | 3 | 2 | 7  | 6  | +1   |  | ASEC Mimosas               | 0-0 | 1-2 |     | 3-0 |
| 4    | Zamalek SC   | 5   | 6 | 1 | 2 | 3 | 4  | 8  | -4   |  | Zamalek SC                 | 2-2 | 1-0 | 0-0 |     |

### Groupe B
| Rang | Équipe         | Pts | J | G | N | P | Bp | Bc | Diff |  | Résultats (▼ dom., ► ext.) |     |     |     |     |
| ---- | -------------- | --- | - | - | - | - | -- | -- | ---- |  | -------------------------- | --- | --- | --- | --- |
| 1    | Coton Sport FC | 10  | 6 | 3 | 1 | 2 | 5  | 5  | 0    |  | Coton Sport FC             |     | 2-0 | 1-0 | 1-0 |
| 2    | Enyimba FC     | 9   | 6 | 3 | 0 | 3 | 10 | 9  | +1   |  | Enyimba FC                 | 2-0 |     | 2-0 | 4-1 |
| 3    | TP Mazembe     | 8   | 6 | 2 | 2 | 2 | 7  | 5  | +2   |  | TP Mazembe                 | 2-0 | 3-0 |     | 0-0 |
| 4    | Al Hilal       | 6   | 6 | 1 | 3 | 2 | 7  | 10 | -3   |  | Al Hilal                   | 1-1 | 3-2 | 2-2 |     |

## Phase finale

### Demi-finales
| Équipe 1   | Résultat | Équipe 2       | Aller | Retour |
| ---------- | -------- | -------------- | ----- | ------ |
| Enyimba FC | 0 - 1    | Al Ahly SC     | 0 - 0 | 0 - 1  |
| Dynamos FC | 0 - 5    | Coton Sport FC | 0 - 1 | 0 - 4  |

### Finale
| Aller                       | Al Ahly SC           | 2 - 0 | Coton Sport FC | Stade international, Le Caire                 |                                               |
| 2 novembre 2008 18 h 00 GMT | Gomaa 3e · Amado 15e |       |                | Spectateurs : 50 000 Arbitrage : Jérôme Damon | Spectateurs : 50 000 Arbitrage : Jérôme Damon |
| 2 novembre 2008 18 h 00 GMT | Rapport              |       |                | Spectateurs : 50 000 Arbitrage : Jérôme Damon | Spectateurs : 50 000 Arbitrage : Jérôme Damon |

| Retour                       | Coton Sport FC         | 2 - 2 | Al Ahly SC                      | Stade Roumdé Adjia, Garoua                       |                                                  |
| 16 novembre 2008 14 h 00 GMT | Lancina 45e · Baba 63e |       | 38e Hassan · 89e (pen.) Mohamed | Spectateurs : 35 000 Arbitrage : Djamel Haimoudi | Spectateurs : 35 000 Arbitrage : Djamel Haimoudi |
| 16 novembre 2008 14 h 00 GMT | Rapport                |       |                                 | Spectateurs : 35 000 Arbitrage : Djamel Haimoudi | Spectateurs : 35 000 Arbitrage : Djamel Haimoudi |

## Vainqueur
| Ligue des champions de la CAF Vainqueur 2008 |
| -------------------------------------------- |
| Al Ahly SC Sixième titre                     |

## Meilleurs buteurs
| Rang | Joueur            | Club           | Buts |
| ---- | ----------------- | -------------- | ---- |
| 1    | Stephen Worgu     | Enyimba FC     | 13   |
| 2    | Daouda Kamilou    | Coton Sport FC | 8    |
| 3    | Flávio Amado      | Al Ahly SC     | 6    |
| 4    | Edward Sadomba    | Dynamos FC     | 5    |
| 5    | Kelechi Osunwa    | Al Hilal       | 4    |
| 5    | Gamal Hamza       | Zamalek SC     | 4    |
| 7    | Mohamed Aboutrika | Al Ahly SC     | 3    |